# 堺田駅
堺田駅（さかいだえき）は、山形県最上郡最上町大字堺田にある、東日本旅客鉄道（JR東日本）陸羽東線の駅である。

## 歴史
- 1917年（大正6年）11月1日：開業[2][4]。
- 1971年（昭和46年）11月30日：小口扱い貨物および荷物扱いを廃止[5]。出改札無人化[6]。運転要員のみの配置となる。
- 1983年（昭和58年）3月7日：完全無人駅となる[7]。
- 1987年（昭和62年）4月1日：国鉄分割民営化により、JR東日本の駅となる[4]。
- 1999年（平成11年）12月20日：交換施設を撤去[要出典]。
- 2015年（平成27年）3月6日：午後9時27分鳴子温泉発新庄行き普通列車（2両編成）が、運転士のブレーキ操作失念により当駅を通過。運転士は会社に報告せず、乗客からの連絡で発覚[8]。
- 2024年（令和6年）10月1日：えきねっとQチケのサービスを開始[1][9]。

## 駅構造
単式ホーム1面1線を有する地上駅である。かつては相対式ホーム2面2線であったが、近年になって駅入口と反対側のホームの線路が撤去されたため（ホームは残っている）、列車交換が不可能になった。掘割の中にあり、駅からは周辺の状況をうかがい知ることはできない。待合室兼用の駅舎があり、電話がある。
新庄統括センター新庄駅管理の無人駅である。

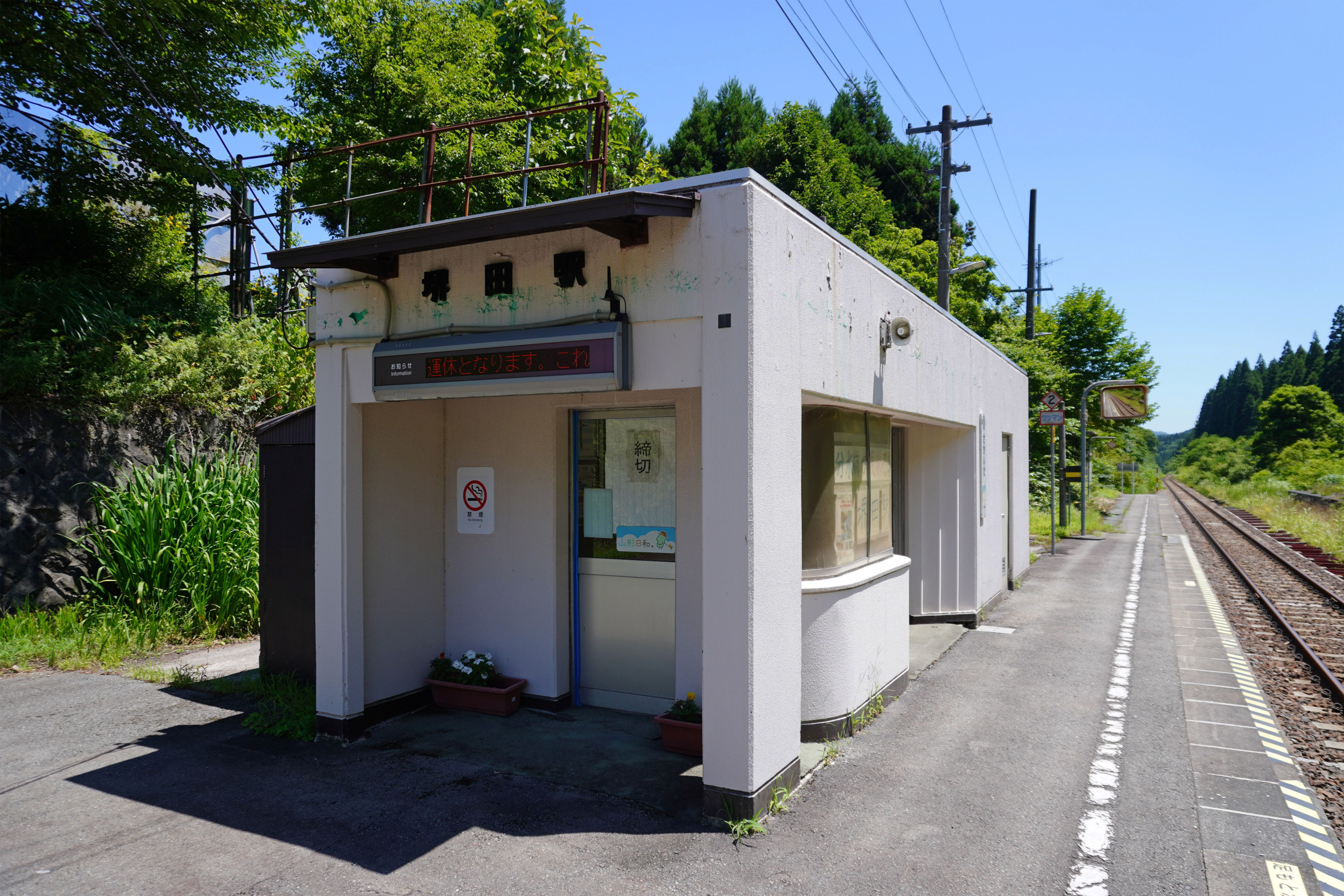
待合室外観（2023年7月）
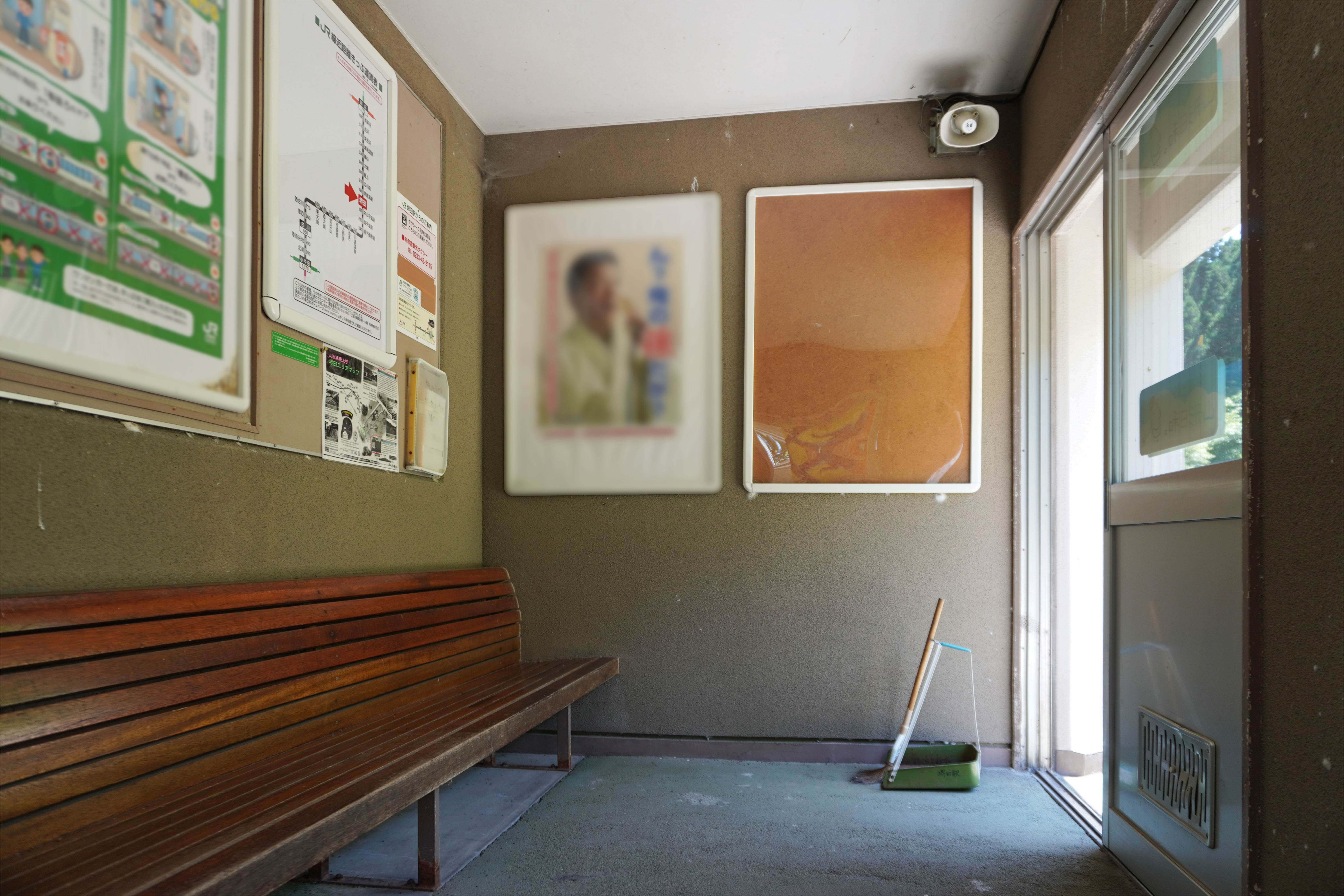
待合室内（2023年7月）

## 利用状況
「山形県の鉄道輸送」によると、2000年度（平成12年度）- 2004年度（平成16年度）の1日平均乗車人員の推移は以下のとおりであった。
| 乗車人員推移       | 乗車人員推移     | 乗車人員推移 |
| 年度               | 1日平均 乗車人員 | 出典         |
| ------------------ | ---------------- | ------------ |
| 2000年（平成12年） | 6                | [ 10 ]       |
| 2001年（平成13年） | 9                | [ 10 ]       |
| 2002年（平成14年） | 8                | [ 10 ]       |
| 2003年（平成15年） | 8                | [ 10 ]       |
| 2004年（平成16年） | 5                | [ 10 ]       |

## 駅周辺

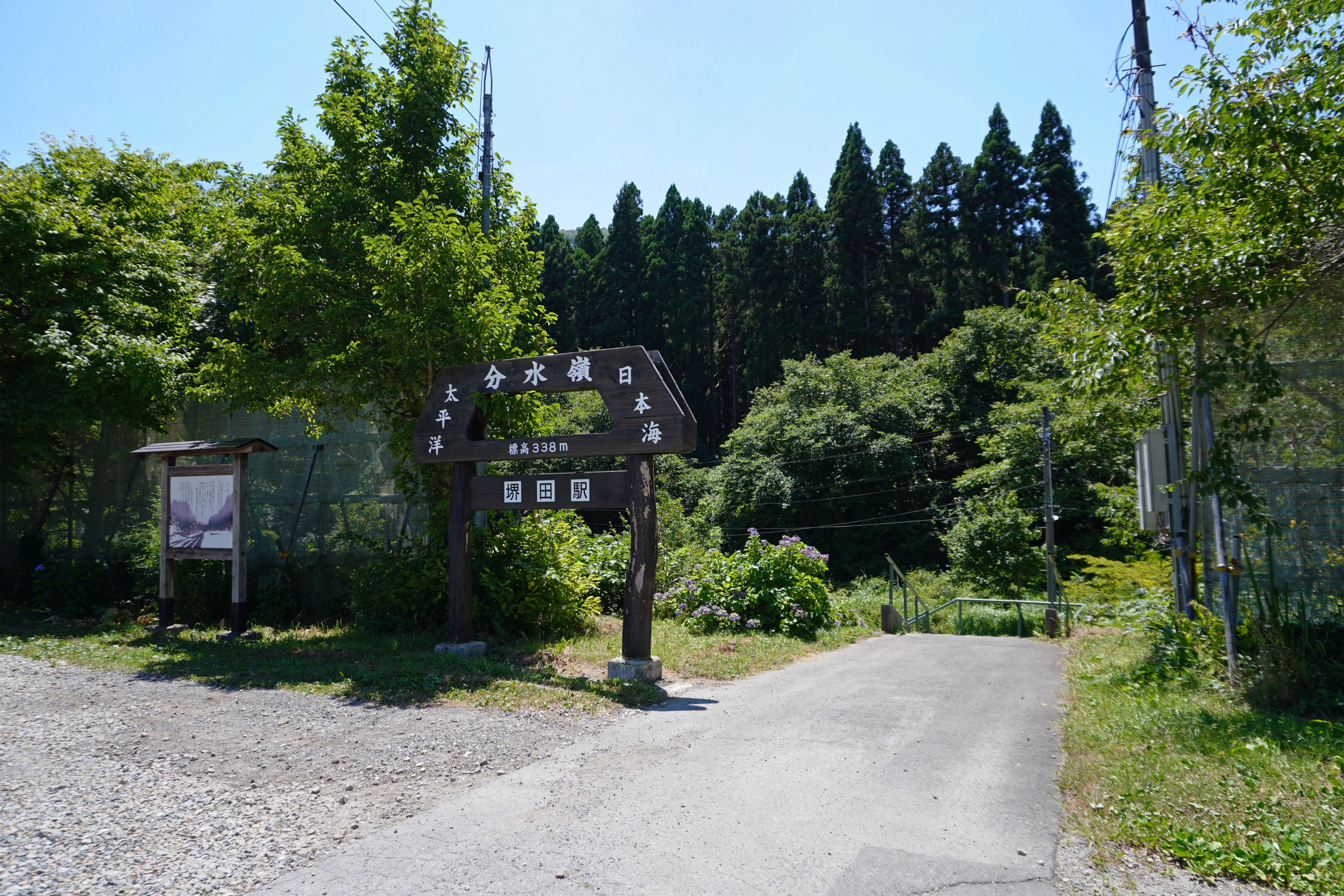
中央分水嶺の標識。

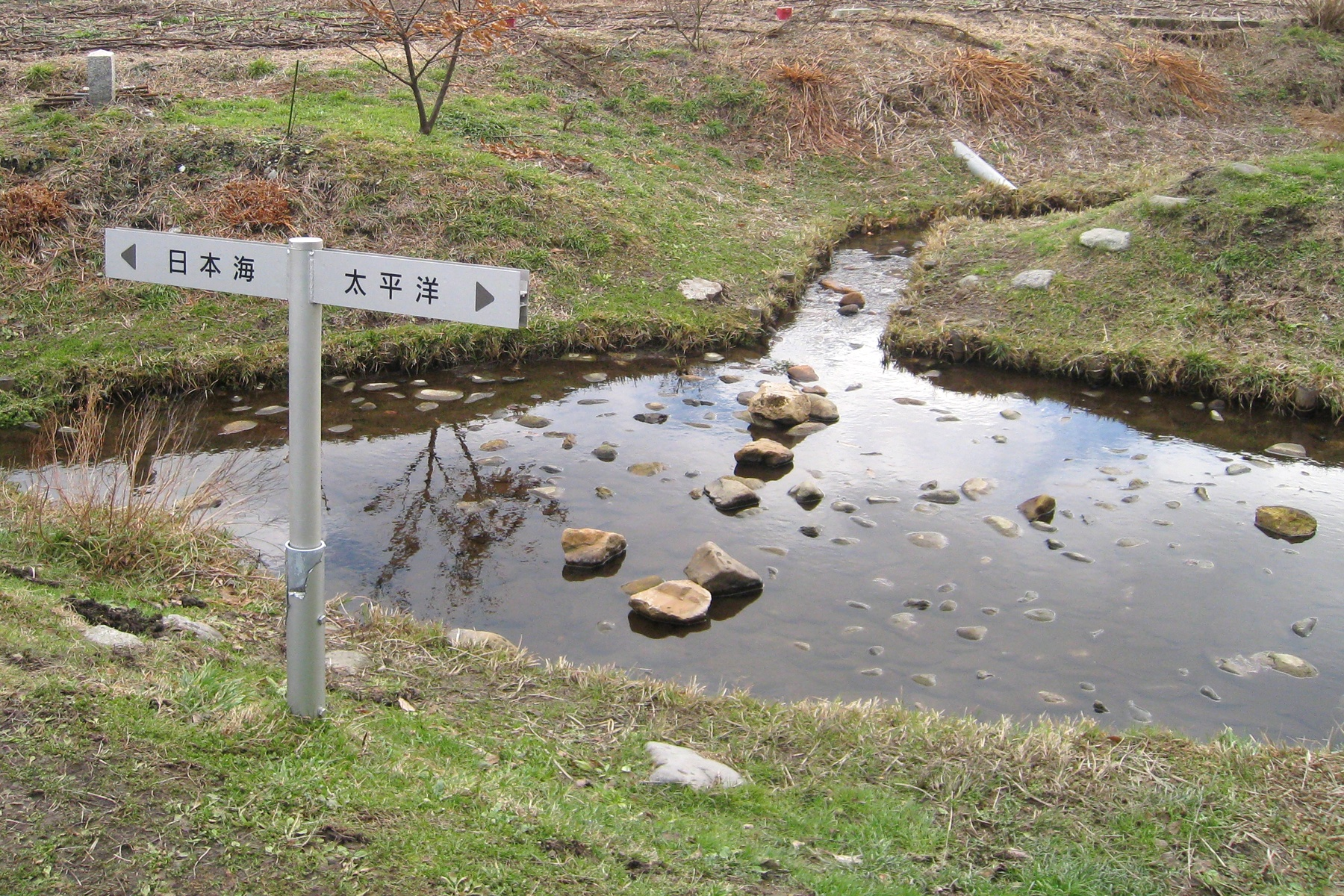
東西へ分かれる分水嶺の様子。

駅のすぐ近くを、日本列島の本州の中央分水界が通っている。これは駅を出てすぐ右手の小さな広場にあり、平らな場所で分かれていくことが目で見て判る全国的にも珍しい分水嶺である（他にはひるがの高原などがある）。日本海へそそぐ最上川水系の小国川と、太平洋へそそぐ北上川水系の江合川が東西に分かれ流れ行く。2015年（平成27年）5月に案内板を地元産最上石の石碑に新調した。
- 国道47号
- 封人の家 - 松尾芭蕉が宿泊した家、「蚤虱 馬の尿する 枕元」の句を残している[2]。
- 堺田越

## 作品の舞台
2015年（平成27年）1月に出版された西村京太郎の小説「生死の分水嶺・陸羽東線」の舞台となった。

## 隣の駅
東日本旅客鉄道（JR東日本）
■陸羽東線
中山平温泉駅 - 堺田駅 - 赤倉温泉駅